# فرقة بانزر الحادية عشر (الفيرماخت)
فِرْقَةُ الدَّبَّابَاتِ الحَادِيَةَ عَشْرَةَ (بالإنجليزية: 11th Tank Division) فرقةٌ مدرعة في الجيش الألماني، الفيرماخت، في الحرب العالمية الثانية، تألفت سنةَ 1940.
شهِدت الفرقة العمل على الجبهتين الشرقية والغربية خلال الحرب العالمية الثانية. لم تشارك فرقة بانزر الحاديةَ عشْرةَ في الحرب حتى غزو يوغوسلافيا . قاتلت في الاتحاد السوفياتي من عام 1941 إلى عام 1944، وفي العام الأخير من الحرب، في جنوب فرنسا وألمانيا. كان شعار الفرقة شبحًا.

## القادة
قادة الفرقة: 
- جنرال دير بانزرتروبي لودفيغ كرويل (1 أغسطس 1940 - 15 أغسطس 1941)
- جينيرال لوتنانت غونتر أنجرن (15 أغسطس 1941 - 24 أغسطس 1941)
- جنرال دير بانزرتروبي هانز كارل فرايهر فون إيزيبيك (24 أغسطس 1941 - 20 أكتوبر 1941)
- Generalleutnant والتر شيلر (20 أكتوبر 1941 - 16 مايو 1942)
- جنرال دير بانزرتروب هيرمان بالك (16 مايو 1942 - 4 مارس 1943)
- الجنرال دير إنفانتري ديتريش فون تشولتيتز (4 مارس 1943 - 15 مايو 1943)
- Generalmajor يوهان ميسكل (15 مايو 1943 - 10 أغسطس 1943)
- Generalleutnant Wend von Wietersheim (10 أغسطس 1943 - 10 أبريل 1945)
- Generalmajor هورست فرايهر Treusch اوند Buttlar-Brandenfels (10 أبريل 1945)

### قائمة المراجع
- Mitcham، Samuel W. (2000). The Panzer Legions. Mechanicsburg: Stackpole Books. ISBN:978-0-8117-3353-3.
- Stoves، Rolf (1986). Die Gepanzerten und Motorisierten Deutschen Grossverbände 1935–1945 [The Armoured and Motorised German Divisions and Brigades 1935–45]. باد ناوهايم: Podzun-Pallas Verlag. ISBN:3-7909-0279-9.